# Gaff Topsail
Gaff Topsail är en kulle i Kanada.   Den ligger i provinsen Newfoundland och Labrador, i den östra delen av landet, 1 500 km öster om huvudstaden Ottawa. Toppen på Gaff Topsail är 562 meter över havet.
Terrängen runt Gaff Topsail är huvudsakligen platt. Trakten runt Gaff Topsail är nära nog obefolkad, med mindre än två invånare per kvadratkilometer.
Omgivningarna runt Gaff Topsail är i huvudsak ett öppet busklandskap.